# Gioffre Borgia

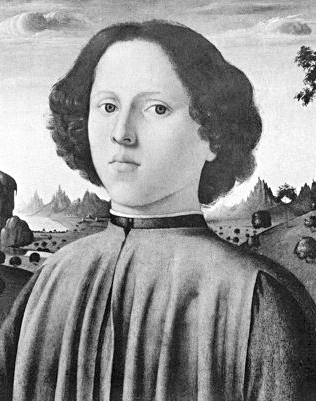
Gioffre Borgia.

Gioffre Borgia, född 1481, död 1517, var yngste son till påve Alexander VI och dennes älskarinna Vanozza Cattanei, och medlem av Huset Borgia. Han var gift med Sancha av Aragonien, dotter till Alfons II av Neapel.